# Vladimir Nikolski
Vladimir Nikolski (în rusă Владимир Никольский, la naștere Vasili Stepanovici Nikolski; n. 1/13 ianuarie 1829 – d. 29 decembrie 1900/11 ianuarie 1901) a fost un ierarh al Bisericii Ortodoxe Ruse, episcop de Nijni Novgorod și Arzamas.

## Biografie
Vladimir Nikolski s-a născut în 1829 în familia unui preot al Eparhiei de Kursk. În 1851 a absolvit Seminarul Teologic Kursk și la 23 noiembrie a aceluiași an a fost numit profesor la școala districtuală Bobrinețk din Eparhia de Herson.
În 1857 a rămas văduv și la 21 decembrie a aceluiași an s-a călugărit. În 1859 a intrat la Academia Teologică din Sankt Petersburg și în 1863 a absolvit cu titlul de Maestru în Teologie. 
La 18 iulie 1864 a fost numit profespr la Seminarul Telologic din Kazan. La 2 mai 1867 a fost ridicat la rangul de arhimandrit. Pe 10 iulie 1869 a fost avansat pe postul de rector al Seminarului Teologic din Samara.
Pe 16 martie 1875 a fost hirotonit iar la 16 mai 1877, a fost numit Episcop de Kovno, vicar al diecezei Lituaniei.
La 14 mai 1881 a fost numit episcop de Kaluga și Borovsk. În această calitate acordat o atenție deosebită îmbunătățirii instituțiilor teologice și educaționale ale eparhiei..
La 21 mai 1888 a fost numit episcop de Perm și Solikamsk.S-a concentrat asupra creșterii școlilor parohiale, numărul cărora a crescut datorită erorturilor sale de la 61 la 253; În plus, datorită energiei sale, au fost înființate o școală eparhială de femei și o clasă de psalmi.
La 7 mai 1892 a fost numit episcop de Nijni Novgorod și Arzamas.
A murit 29 decembrie 1900